# 植物生物物理学
植物生物物理学（plant biophysics），是生物物理学（biophysics）的一个分支学科。它是将生物物理学的基本概念和研究方法引入植物研究的一门新兴学科。